# Super Mario Maker 2
Super Mario Maker 2 (スーパーマリオメーカー 2, Sūpā Mario Mēkā 2) és un videojoc de plataformes i de creació de nivells inspirats en la saga Super Mario, creat per Nintendo per a la Nintendo Switch. Va ser llançat el 28 de juny de 2019 a tot el món i és la seqüela directa de Super Mario Maker per a la Wii U. Manté molts dels elements que es podien utilitzar en el seu predecessor, així com la possibilitat de compartir els nivells creats en línia (amb una subscripció a Nintendo Switch Online), i inclou novetats com un estil gràfic 2,5D basat en el joc Super Mario 3D World, més personatges jugables (Mario, Luigi, Toad blau i Toadette) i un mode història per a un jugador.

## Jugabilitat

Una captura del mode de creació de Super Mario Maker 2, on s'està editant un nivell amb l'estil de Super Mario 3D World i amb alguns elements i objectes característics.

Igual que el seu predecessor, a Super Mario Maker 2 s'hi poden jugar i crear nivells de desplaçament lateral utilitzant elements de la sèrie Super Mario, triant entre diversos estils visuals, cadascun amb les seves característiques i limitacions de jugabilitat: Super Mario Bros. (on, per exemple, no s'hi poden subjectar enemics), Super Mario Bros. 3, Super Mario World, New Super Mario Bros. U i el nou estil especial Super Mario 3D World. Com que aquest últim estil varia molt en quant a mecàniques i elements utilitzables, els jugadors han de tornar a fer el seu nivell si volen canviar entre l'estil especial i els quatre restants.

### Modes per crear
Juntament amb el temps límit i l'escenari del nivell (o dels dos sub-nivells, connectats mitjançant tubs de transport), s'afegeix la possibilitat de fer nivells verticals o de desplaçament automàtic, així com poder regular el comportament de l'aigua, verí o lava a la superfície del nivell segons l'escenari escollit. Els jugadors també poden establir condicions que s'han de complir per completar el nivell; per exemple, completar-lo sense tocar el terra més d'un cop o subjectant un enemic. Finalment, en la pantalla d'edició es tenen altres eines com la funció de desfer una acció (representada a través de la icona d'un gos anomenat Undodog o Can-celín en la versió espanyola), de resetejar (a través del Mr. Eraser o Sr. Gómez), de fer zoom, de poder-lo anar provant i comprovant la trajectòria del jugador, o demanar l'ajut d'una segona persona per editar el nivell cooperativament. Per poder penjar el nivell a la xarxa, el jugador ha de demostrar que es pot completar.

#### Elements disponibles
En el mode creació es pot trobar una barra amb els elements utilitzats més recentment, però es poden fixar els que es desitgin. La resta d'elements es poden trobar en una lupa que els separa per sectors. Els escenaris que es poden utilitzar són: sobre terra, sota-terra, sota l'aigua, casa fantasma, aeronau, castell, desert, neu, bosc i cel. També es pot canviar entre dia i nit, el que també canvia alguns elements; per exemple, xampinyons d'una vida es tornen xampinyons verinosos, que actua igual que els enemics: si el jugador té una transformació Super (del Super Xampinyó), només podran ser colpejats un cop abans de perdre una vida, si tenen alguna altra transformació, podran ser colpejats dos cops. Molts dels elements es poden manipular, com es mostra a continuació:
| Terra | Ítems | Enemics | Objectes |
| --- | --- | --- | --- |
| - Terra - Pendent forta - Pendent suau - Tub de transport (entre sub-àrees) - Tub transparent (entre parts d'una sub-àrea) (només en l'estil de Super Mario 3D World.) - Espines (excepte en Super Mario 3D World) - Plataforma xampinyó (excepte en Super Mario 3D World) - Plataforma semi-sòlida - Pont (excepte en Super Mario 3D World) - Bloc (on s'hi poden afegir elements; en el cas de Super Mario World són blocs giratoris, i en la resta són blocs de maó que es poden trencar) - Bloc ? (on s'hi poden afegir enemics) - Bloc sòlid - Bloc ? ocult - Bloc dònut (cau si s'hi està molta estona) - Bloc de nota (per impulsar-se cap amunt; excepte en Super Mario 3D World) - Bloc musical (per impulsar-se més amunt, sona un to; excepte en Super Mario 3D World) - Bloc de núvol - Bloc de gel | - Moneda - Moneda de 10, 30 o 50 - Moneda lila (agafant-les totes apareix una Clau) - Super Xampinyó (el jugador esdevé Super i pot trencar blocs de maó i resistir a un atac d'un enemic) - Flor de Foc (permet al jugador llençar boles de foc, i pot resistir a dos atacs) - Flor de Superbola (de Super Mario Land i per a l'estil de Super Mario Bros., desbloquejable en el Mode Història; permet al jugador llençar boles que es mouen diagonalment) - Xampinyó Gran (per a l'estil de Super Mario Bros., permet esclafar blocs de maó per trencar-los i derrotar els enemics d'un salt) - Super Fulla (exclusiva de Super Mario Bros. 3, permet volar uns segons si es fa embranzida i derrotar enemics amb un cop de cua) - Capa (exclusiva de Super Mario World, permet volar agafant embranzida i trencar blocs i enemics amb un salt tirabuixó) - Xampinyó Helicòpter (exclusiu de New Super Mario Bros. U, permet al jugador propulsar-se cap amunt) - Cascavell de Gat (exclusiu de Super Mario 3D World, permet enfilar-se a superfícies verticals i atacar diagonalment) - Super Martell (exclusiu de Super Mario 3D World, permet crear fins a cinc caixes i destruir blocs sòlids) - Super Estrella (dóna invencibilitat limitada al jugador) - Xampinyó d'1 Vida - Xampinyó Enverinat - Sabata Goomba o Tacons Goomba (saltant-hi a sobre el jugador pot utilitzar la sabata per caminar per espines o per impulsar-se abandonant-la; només en Super Mario Bros. i Super Mario Bros. 3) (engrandint-lo pot trencar blocs de maó del terra) - Ou de Yoshi (només en Super Mario World i New Super Mario Bros. U; amb el Yoshi el jugador pot menjar enemics i passar per espines) (si s'engrandeix, es torna un Yoshi vermell i pot llençar boles de foc) | - Goomba (excepte en Super Mario World; caminen pel terra i es poden esclafar) - Goombrats (excepte en Super Mario World i Super Mario 3D World; no cauen al buit com fan els Goomba) - Galoomba (només en Super Mario World; quan s'esclafen, es poden subjectar i llençar) - Goombud (només en Super Mario World, actuen com Galoombas però no cauen al buit) - Koopa Troopa (en esclafar-se, es pot utilitzar la seva closca; els que són vermells no cauen al buit) - Ant Trooper (Hormiguoide) (exclusiu de Super Mario 3D World, es mou al voltant d'una plataforma) - Horned Ant Trooper (Hormiguoide Picudo) (exclusiu de Super Mario 3D World, actuen com els anteriors però no es poden derrotar amb un salt bomba) - Buzzy Beetle (excepte en Super Mario 3D World; actuen com Koopas, però són immunes a les boles de foc) - Closca Buzzy (excepte en Super Mario 3D World; els jugadors la poden portar per protegir-se) - Spike Top (Punzón) (excepte en Super Mario 3D World; es mou al voltant d'una plataforma i és immune a les boles de foc) - Spiny (Pinchón) (no es poden derrotar amb un salt, a l'aigua poden llençar espines) - Closca Spiny (excepte en Super Mario 3D World; com la Closca Buzzy, però pot trencar enemics i blocs des de baix) - Blooper (persegueix el jugador) - Blooper Nanny (actua com Bloopers però uns "fills" el van seguint) - Cheep Cheep (persegueixen i salten cap al jugador; segueixen més d'una direcció si són vermells) - Skipsqueak (Ratipoing) (exclusiu de Super Mario 3D World, salta quan el jugador salta) - Spiny Skipsqueak (exclusiu de Super Mario 3D World, igual que l'anterior però no es pot derrotar amb un salt) - Stingby (Abejorro) (exclusiu de Super Mario 3D World, és una abella que persegueix al jugador) - Planta Piranya (acostumen a sortir de tubs de transport; a Super Mario World, salten i tornen a baixar lentament) - Planta Piranya de Foc (escup foc a l'enemic quan surt) - Piranha Creeper (Piraña Reptante) (exclusiu de Super Mario 3D World; si són roses, segueixen un recorregut concret definit pel jugador, i si són blaves, descansen al final del recorregut; en ambdós casos, es poden derrotar si s'hi salta a sobre repetidament) - Muncher (Mordiscador) (excepte en Super Mario 3D World; actuen com espines, immòbils) - Thwomp (Roca Picuda) (es tiren contra el jugador quan passen sota seu o horitzontalment) - Monty Mole (Topo Monty) (excepte en Super Mario 3D World; en aparèixer, persegueixen erràticament al jugador i es poden derrotar saltant-hi a sobre) - Rocky Wrench (Tortopo) (excepte en Super Mario 3D World; en aparèixer, llença claus angleses al jugador) - Hammer Bros. (salta i llença martells) (en engrandir-se pot paral·litzar els jugadors quan cau, i es diuen Sledge Bros.) - Fire Bros. (exclusius de Super Mario 3D World; salta i llença boles de foc) (en engrandir-se paral·litza els jugadors quan cau) - Chain Chomp (excepte en Super Mario 3D World; pot estirar-se per intentar atacar al jugador, o poden col·locar-se sense estar fixos) - Hop-Chops (Ñampolín) (exclusiu de Super Mario 3D World, va saltant cap al jugador però quan és esclafat actua com a trampolí) - Floruga (excepte en Super Mario 3D World, camina al voltant dels enemics, més ràpid si és esclafada o es tria aquesta variant) - Boo (segueixen al jugador però s'aturen quan se'ls mira; si es col·loquen al terra s'anomenen Stretchers (Boo Estirado) i emergeixen de tant en tant) - Boo Buddies (excepte en Super Mario 3D World, es tracta de Boos que es van movent circularment) - Peepa (Fantasmirón) (exclusiu de Super Mario 3D World, va movent-se en una posició) - Gota de Lava (sovint emergeix de l'inferior de la pantalla) - Bob-omb (caminen com Goombas i quan el jugador els ataca s'encenen -o es poden afegir ja encesos- i poden agafar-los i llençar-los per trencar blocs) - Dry Bones (Huesitos) (en esclafar-se, tornen a resorgir passat un temps; en l'estil de Super Mario World llencen ossos) - Closca de Dry Bones (excepte en Super Mario 3D World; el jugador la pot utilitzar per passar sobre lava, per ser invencible o per esclafar molts enemics de cop) - Fish Bone (Pezueso) (en apropar-s'hi, segueixen al jugador però es destrueix si impacta contra terra) - Magikoopa (apareix i desapareix mentre llença encanteris) - Bowser (salta i llença foc als enemics, i actua semblant a com ho feia als jocs originals, però a Super Mario 3D World es diu Meowser i té forma de gat) - Bowser Jr. (Bowsy) (excepte en Super Mario 3D World; llisca amb la seva closca i se'l derrota amb tres salts) - Boom Boom (salta i persegueix als enemics, quan se l'ataca, sol treure les espines i lliscar amb la seva closca, se'l derrota amb tres salts) - Pom Pom (exclusiu de Super Mario 3D World, genera clons de si mateixa i s'ha de colpejar a l'autèntica tres cops) - Sol Enfadat (prové de Super Mario Bros. 3 però es pot utilitzar amb tots excepte Super Mario 3D World; de tant en tant es mou d'esquerra a dreta per fer mal al jugador) - Lluna (al tocar-la, fa desaparèixer tots els enemics de la zona) - Lakitu (sol llençar Spinies, però el creador pot canviar-ho; al derrotar-lo el jugador pot utilitzar el seu núvol una estona -que també es pot col·locar per separat) - Charvaargh (Lavonciopez) (exclusiu de Super Mario 3D World, surten de l'inferior i fan un arc amb el seu cos al voltant del jugador) - Bully (Bronco) (exclusiu de Super Mario 3D World, pot rebatre al jugador amb el seu cos, quan corre cap a ell) - Porcupuffer (exclusiu de Super Mario 3D World, pot saltar i cruspir-se al jugador en l'aigua) - Cotxe Pallasso Koopa (excepte en Super Mario 3D World; el jugador s'hi pot muntar o bé pot contenir un element de decisió del creador; també existeix la variant Foc que escup boles de foc) - Cotxe de Koopa Troopa (exclusiu de Super Mario 3D World, el jugador s'hi pot muntar) | - Cremador (excepte en Super Mario 3D World; sol escopir foc) - Bill Blaster (escup Bullet Bills) - Bull's-Eye Blaster (variant de l'anterior que escup Bullet Bills que segueixen al jugador) - Banzai Bill (Bullet Bills gegants) - Bull's-Eye Banzai (Bullet Bills gegants que segueixen al jugador) - Canó (excepte en Super Mario 3D World; dispara boles de canó) - Canó vermell (excepte en Super Mario 3D World; dispara boles de canó més ràpides) - Caramell (pot caure o no en direcció al jugador) - Remolí (permet al jugador impulsar-se) - Bloc ! (exclusiu de Super Mario 3D World, permet fer aparèixer més Blocs ! al costat segons decideixi el creador) - Arbre (exclusiu de Super Mario 3D World, permet escalar-s'hi i pot tenir ítems dalt de tot) - Caixa de fusta (exclusiu de Super Mario 3D World, es pot llençar, destruir o emprar com a plataforma) - Clau (per obrir una porta tancada o una Caixa de Transport amb clau) - Porta de transport (transporta el jugador a una altra part de la sub-àrea) - Porta de transport P (apareix en accionar un interruptor P) - Porta amb clau - Caixa de transport (exclusiva de Super Mario 3D World, actua com una porta però després no s'hi pot tornar) - Caixa de transport amb clau (exclusiva de Super Mario 3D World) - Interruptor P (temporalment, transforma les monedes en blocs i viceversa, i fa aparèixer portes P) - Blocs POW (en llençar-se, fa desaparèixer els enemics en pantalla) - Bloc POW vermell (exclusiu de Super Mario 3D World, en accionar-se, destrueix blocs propers i activa Blocs ! i altres blocs POW) - Trampolí (per impulsar-se; a vegades es poden col·locar de costat) - Liana (per enfilar-s'hi; poden col·locar-se dins blocs) - Fletxa - Bandera de punt de control (els jugadors comencen des d'allà quan perden una vida; es pot col·locar una per sub-àrea i poden proferir un ítem) - Plataforma (es pot moure amunt i avall) (en Super Mario 3D World, tenen forma de núvol) - Plataforma inestable (excepte en Super Mario 3D World; cau en col·locar-s'hi) - Plataforma de lava (excepte en Super Mario 3D World; acaben desapareixent) - Plataforma de lava ràpida (excepte en Super Mario 3D World) - Balancí (excepte en Super Mario 3D World) - Serra (excepte en Super Mario 3D World) - Rebotador (excepte en Super Mario 3D World) - Pilar amb punxes (excepte en Super Mario 3D World; s'estén i després es torna a empetitir) - Grapes oscil·lants (excepte en Super Mario 3D World; el jugador les pot utilitzar per impulsar-se) - Bloc ON-OFF (serveix perquè els blocs de punts especials canvïin d'estat -es tornin sòlids o no) - Blocs de punts - Bloc de punxes (exclusiu de Super Mario 3D World; els grocs fan que les punxes apareguin i desapareguin, els vermells i blaus actuen segons l'estat del bloc ON-OFF) - Bloc serp (segueix un camí establert pel creador) - Bloc serp ràpid - Barra de foc (excepte en Super Mario 3D World; va fent voltes; es pot canviar la longitud i la direcció) - Mur unidireccional (excepte en Super Mario 3D World; murs que els jugadors poden travessar en la direcció indicada però no en la contrària) - Cinta Transportadora (pot canviar de direcció segons el bloc ON-OFF o el propi creador) - Cinta Transportadora ràpida - Raïl (excepte en Super Mario 3D World; el creador pot decidir col·locar-hi allà certs elements i segueixin el camí) - Bloc raïl (exclusiu de Super Mario 3D World; els blaus segueixen un camí decidit pel creador i desapareixen, excepte en els vermells que sempre fan el mateix recorregut) - Trampolins xampinyó (exclusius de Super Mario 3D World, impulsen al jugador; els taronges es mouen i els blaus estan quiets) - Bloc alternant (exclusius de Super Mario 3D World, canvien d'estat -apareixen o desapareixen- cada cert temps, rítmicament) |

Es poden col·locar també efectes de so perquè apareguin un cop el jugador realitzi alguna acció o toqui una part del terra, per exemple. Alguns són incontrolables; per dir-ne un, en agafar la Flor de Superbola, sonarà sempre el tema de Super Mario Land. Alguns efectes sonors consisteixen en melodies basades en batalles d'altres jocs, o de nivells de Super Mario 64 o Super Mario Sunshine.

### Modes per jugar
Aquests són altres modes a part del d'elaboració de nivells que es poden trobar en la primera versió de Super Mario Maker 2.
- El Mode Història, que té lloc després que el gos Undodog (Can-celín) hagi premut un botó que ha esborrat per complet el castell de la Princesa Peach. El jugador haurà d'anar completant certes tasques que li van encomanant certs personatges no jugables en forma de nivells elaborats per Nintendo, per aconseguir monedes i anar reconstruint el castell.[4]
- Nivells mundials.
  - "Explorar nivells": Aquest apartat permet trobar nivells mitjançant un ID o a través de diversos filtres com l'estil, la dificultat, les etiquetes assignades, la popularitat, la regió d'origen o la data de creació. També es poden filtrar per aspectes decidits pels seus jugadors, com la quantitat de "m'agrades" (¡Genial!) rebuts (tot i que també se'ls pot votar amb un "no m'agrada", o No mola) o el ràtio d'intents en què s'ha completat el nivell. Es pot saber també qui en posseeix el rècord mundial per haver-lo completat en menys temps o qui va ser el primer en passar-se'l.
  - "Classificacions de creadors": També es poden cercar nivells per creadors, cadascú amb el seu Mii personalitzable i les seves medalles segons les fites que ha superat en el mode en línia.
  - "Joc en xarxa": S'inclouen modes per jugar en xarxa amb altres jugadors d'arreu, competint per ser els primers en arribar a la meta o bé cooperant. En el mode competitiu cada jugador té un rang; si bat la resta de jugadors i guanya prou punts, pujarà de rang.
  - "Desafiament d'en Mario sense fi": el jugador pot anar jugant nivells aleatoris fins perdre totes les vides que se li proporcionen, en alguna de les quatre dificultats disponibles. Es poden guanyar fins a tres vides per nivell superat.
- L'última opció consisteix en el Coursebot (guardabot), que permet accedir als nivells creats o descarregats pel jugador.

Estan disponibles també lliçons per crear nivells de la mà del colom Yamamura i de l'assistent Nina.

## Actualitzacions
Versió 1.1.0 (disponibilitzada l'1 d'octubre del 2019)
Afegeix la possibilitat de jugar en línia amb amics afegits en la consola, així com localment o en xarxes properes. També s'afegeix una llista de creadors oficials als rànquings.
Versió 2.0.0 (5 de desembre del 2019)
Afegeix:
- L'enemic Spike, que llença boles de Spike, que poden anar per terra o volar en una direcció (només en Super Mario Bros. i Super Mario Bros. 3, o bé llençar boles de neu si l'escenari és de neu.[Nota 2][Nota 3][Nota 5][Nota 1]
- Boles Spike.[Nota 3][Nota 5][Nota 1]
- Boles de neu.[Nota 3][Nota 5][Nota 1]
- Pokey, que es mou lentament pel terra; se li pot ajustar l'alçada i es moden derrotar amb Yoshi o amb boles de foc, o atacant-li el cap.[Nota 3][Nota 2][Nota 1]
- Pokeys de neu, si l'escenari és de neu; un cop derrotats esdevenen boles de neu.[Nota 3][Nota 2][Nota 1]
- Bloc P, que es pot definir com a sòlid o invisible, i fer que els estats es reverteixin temporalment amb un bloc P.[Nota 1]
- Dash Block ("Bloc turbo"), exclusiu de Super Mario 3D World, on els jugadors reben un impuls de velocitat en col·locar-s'hi.[Nota 1]
- Moneda congelada, excepte en Super Mario 3D World, que el jugador la pot recollir si el Sol Enfadat, una bola de foc o una barra de foc desfa el gel.[Nota 1][Nota 2]
- L'Espasa Mestra de The Legend of Zelda, exclusiva en l'estil de Super Mario Bros., fa que el jugador esdevingui Link, i li permet atacar amb l'espasa, bloquejar projectils, utilitzar bombes i l'arc i la fletxa.
- El mode en línia "Ninji Speedruns" (Contrarreloj Ninji), on el jugador desafia a altres jugadors arreu del món per completar un nivell de Nintendo en el millor temps possible, donant unes setmanes de temps. El jugador pot veure el recorregut que segueixen altres jugadors en forma de Ninjis.

Versió 3.0.0 (22 d'abril de 2020)
Afegeix:

Una captura de pantalla exemplificant el mode multijugador de Super Mario Maker 2, amb tots quatre personatges jugables després d'agafar l'Espasa Mestra, que els ha convertit en Link, i utilitzen l'escut i l'arc i la fletxa contra els Thwomps, que tenen uns Munchers i uns Pokeys a sobre. El color recorda als quatre Links que es poden controlar en The Legend of Zelda: Four Swords Adventures.

- El xampinyó de Super Mario Bros. 2, només disponible en l'estil de Super Mario Bros., que canvia d'aparença al jugador i permet muntar, agafar i llençar enemics i objectes.[Nota 2][Nota 3][Nota 4][Nota 1]
- El Vestit Granota, exclusiu de Super Mario Bros. 3, que permet al jugador nedar més ràpid, saltar més i córrer per superfícies aquàtiques.[Nota 2][Nota 3][Nota 4][Nota 1]
- El Power Balloon (Globo de poder), exclusiu de Super Mario World, que permet al jugador flotar en l'aire.[Nota 2][Nota 3][Nota 4][Nota 1]
- La Super gla, exclusiva de New Super Mario Bros. U, permet planejar, agafar-se a superfícies verticals i saltar en l'aire.[Nota 2][Nota 3][Nota 4][Nota 1]
- La Flor de Boomerang, exclusiva de Super Mario 3D World, permet llençar boomerangs.[Nota 2][Nota 3][Nota 4][Nota 1]
- La caixa canó, exclusiva de Super Mario 3D World, permet llençar canons en posar-se-la.[Nota 2][Nota 3][Nota 1]
- La caixa helicòpter, exclusiva de Super Mario 3D World, permet poder-se impulsar cap amunt fins a tres cops abans de tornar a tocar terra.[Nota 2][Nota 3][Nota 1]
- La caixa Goomba, exclusiva de Super Mario 3D World, permet que els enemics no ataquin al jugador.[Nota 2][Nota 3][Nota 1]
- La caixa Bullet Bill, exclusiva de Super Mario 3D World, permet al jugador poder volar limitadament com ho faria un Bullet Bill.[Nota 2][Nota 3][Nota 1]
- La caixa Bloc POW Vermell, exclusiva de Super Mario 3D World, permet crear fins a tres ones expansives amb el mateix efecte que el del POW Vermell.[Nota 2][Nota 3][Nota 1]
- El Koopaling Larry, excepte en Super Mario 3D World; va saltant i llença encanteris amb la seva vareta.[Nota 2][Nota 3][Nota 5][Nota 1]
- El Koopaling Iggy, excepte en Super Mario 3D World; va movent-se i tira encanteris més ràpids.[Nota 2][Nota 3][Nota 5][Nota 1]
- La Koopaling Wendy, excepte en Super Mario 3D World; salta i llença anelles que reboten les parets i el terra.[Nota 2][Nota 3][Nota 5][Nota 1]
- El Koopaling Lemmy, excepte en Super Mario 3D World; llença boles per rebotar-hi iguals que la que utilitza per moure's.[Nota 2][Nota 3][Nota 5][Nota 1]
- El Koopaling Roy, excepte en Super Mario 3D World; llença encanteris i s'amaga en superfícies, si salta des d'amunt pot paral·litzar el jugador si està tocant el terra.[Nota 2][Nota 3][Nota 5][Nota 1]
- El Koopaling Morton, excepte en Super Mario 3D World; llença encanteris i salta, quan impacta al terra pot paral·litzar el jugador si aquest l'estava tocant i genera boles de foc que recorren les parets.[Nota 2][Nota 3][Nota 5][Nota 1]
- El Koopaling Ludwig, excepte en Super Mario 3D World; llença més encanteris cada cop i flota un moment en l'aire quan salta.[Nota 2][Nota 3][Nota 5][Nota 1]
- La clau maleïda, només en l'estil de Super Mario Bros.; prové de Super Mario Bros. 2 i fa aparèixer en Phanto quan s'agafa, que perseguirà al jugador.[Nota 1]
- Trampolí ON-OFF, només en Super Mario 3D World; permet al jugador rebotar si està en ON o servir com a plataforma normal si està OFF.[Nota 1]
- S'afegeix el bloc de punts per a l'estil de Super Mario 3D World.
- L'enemic Mechakoopa, excepte en l'estil de Super Mario 3D World; actuen de forma semblant als Koopas, es poden utilitzar un cop esclafats com closques, i desperten passat un temps.[Nota 2][Nota 3][Nota 5][Nota 1]
- L'enemic Blasta Mechakoopa, excepte en Super Mario 3D World; actuen com Koopas vermells i de tant en tant llencen una bala en direcció al jugador.[Nota 2][Nota 3][Nota 5][Nota 1]
- L'enemic Zappa Mechakoopa, excepte en Super Mario 3D World; actuen com Koopas vermells i de tant en tant llencen un làser horitzontal.[Nota 2][Nota 3][Nota 5][Nota 1]
- S'afegeix un mode de creació de Super Mons ("Super World" o Super Mundo). Els jugadors poden crear els seus mapes a l'estil dels de Super Mario World, i tenir fins a vuit mons per Super Món basats en terra, sota-terra, desert, neu, cel, bosc, volcà o espai. A cada mon s'hi poden col·locar fins a cinc nivells, sent un d'ells el castell final, així com tubs de transport entre zones del món i cases Toad per guanyar vides amb minijocs ràpids de beisbol, coincidir una imatge a l'estil de Super Mario Bros. 3 o fent petar un globus. Els mons es poden guardar al "Worldbot", i penjar a la xarxa sempre i quan tots els nivells que contingui ja estiguin penjats. Es pot accedir a altres mons aleatoris des de la pantalla de "Nivells mundials" o utilitzant l'ID d'un creador, ja que només es pot publicar un món per creador.

Versió 3.0.1 (15 de juliol de 2020)
Arregla un error en què, pausant dins un contrarrellotge Ninji, no es podia controlar al personatge després de treure el menú.
Versió 3.0.2 (14 de novembre de 2022)
Soluciona un problema de seguretat greu que podia permetre a un hacker el control remot de la consola infectada mitjançant els modes de joc en línia. Segons el comunicat oficial, es fan alguns canvis per millorar l'experiència de joc, sense donar detalls.

## Desenvolupament
Desenvolupat en el centre de desenvolupament de Kyoto de Nintendo, Super Mario Maker 2 ja es va començar a plantejar mentre es creava el maquinari de Nintendo Switch. La majoria de l'equip de desenvolupament inicial va mantenir els seus rols per a la seqüela, incloent el productor Hiroyuki Kimura, el director Yosuke Oshino i el planejador i dissenyador Shigefumi Hino. El productor de Nintendo Takashi Tezuka va dir que la idea de la seqüela va ser voler expandir sobre què es podria haver fet amb el predecessor i provar coses noves, que es va convertir en nous elements per als nivells i contingut paral·lel en forma d'una campanya per a un jugador. Tezuka també va dir que mentre els jugadors pengin nivells, ell i el seu equip de desenvolupament els utilitzarien com a referència per afegir contingut després del llançament, seguint un rol de "donar i rebre" entre desenvolupadors i consumidors. Qui sempre ha estat compositor de Super Mario, Koji Kondo, ha estat director musical i n'ha creat algunes peces, juntament amb Atsuko Asahi, Toru Minegishi i Sayako Doi.
Super Mario Maker 2 va ser revelat durant una presentació Nintendo Direct el 13 de febrer de 2019, i va sortir per a la Nintendo Switch el 28 de juny de 2019 mundialment. En un altre Nintendo Direct el 15 de maig del 2019, es va mostrar més informació sobre els modes nous i recuperats, modes de jugabilitat i reserves.
A l'Amèrica del Nord, Europa, Austràlia i Japó, els jugadors poden comprar una edició limitada que inclou una subscripció de 12 mesos a Nintendo Switch Online. A Europa va ser llançat un llapis tàctil com a regal de reserva a Europa. A Austràlia es va regalar un quadern amb 50 fulls quadriculats per dissenyar-hi nivells. A la botiga britànica oficial de Nintendo es van oferir quatre paquets especials amb diversos ítems, incloent els anteriors.

## Recepció
Super Mario Maker 2 ha rebut crítiques majoritàriament favorables, segons l'agregador Metacritic. Les seves funcionalitats multijugador, però, han estat criticades pel seu rendiment. Per exemple, GameSpot, amb un 8/10, va criticar que la latència online arruïnava l'experiència.
Va esdevenir el joc que millor va vendre al Japó durant els seus dos primers mesos, venent 279.357 còpies físiques. A data de març de 2021, el joc ha venut més de 7,15 milions de còpies, esdevenint un dels jocs més ben venuts de la Switch.
Va ser nominat als Golden Joystick Awards del 2019 com a Joc de l'Any de Nintendo així com a Millor Joc Familiar de The Game Awards 2019 i al Joc de Moda dels SXSW Gaming Awards del 2020. Va guanyar a Joc Familiar de l'Any als D.I.C.E. Awards del 2020.